# Guerras Bruce de Irlanda
Las Guerras Bruce de Irlanda se desarrollaron entre 1315 y 1318 como parte de la primera guerra de Independencia de Escocia.

## Contexto histórico
En 1296, Escocia e Inglaterra se hallaban en guerra después de que el ejército inglés de Eduardo I invadiera Escocia ante el pacto realizado entre los escoceses y Francia para actuar conjuntamente contra Inglaterra.
En esta situación, y como parte de las operaciones militares, el rey escocés Robert Bruce ordenó a su hermano que invadiera Irlanda con el fin de abrir un segundo frente de lucha contra los ingleses y obligarles a realizar un esfuerzo extra en cuanto a hombres y suministros. Esta operación se hizo imprescindible cuando fuerzas escocesas respaldadas por Inglaterra contra Roberto I consiguieron conquistar la isla de Man en 1315, amenazando el sur y suroeste de Escocia y creando una cabeza de puente para que fuerzas irlandesas y anglo-irlandesas pudieran pasar a Escocia en apoyo de Eduardo
Por otra parte, al otro lado del mar, el rey de Tír Eoghain, Domhnall mac Briain Ó Néill había solicitado la ayuda escocesa frente a las continuas incursiones realizadas contra su reino por los de Verdons y otras familias dependientes del conde del Úlster. Ante esta situación, Domhnall, junto con doce vasallos y aliados se dirigieron a Escocia en busca de ayuda. Los hermanos Bruce accedieron a la petición con la condición de que los de Tír Eoghain apoyaran la coronación de Edward Bruce como rey de Irlanda. El objetivo de los Bruce era crear dos reinos gaélicos diferentes; una vez conseguido, Robert lanzaría un ataque sobre Man y Edward buscaría apoyo galés para conquistar Gales. Habían imaginado "una gran alianza gaélica contra Inglaterra".

## La invasión de Irlanda

### Los preparativos
O'Neill aceptó los términos propuestos por los Bruce, y comenzaron los preparativos. En este punto, Roger Mortimer, I conde de March fue informado por sus agentes irlandeses de que se estaba preparando una invasión y regresó a Irlanda para preparar la defensa de sus posesiones, situadas en la zona de Trim. Ya se había enfrentado a los Bruce en Bannockburn, donde había sido hecho prisionero. Una vez liberado, pudo regresar a la corte de Eduardo II.
La asamblea escocesa se reunió en Ayr, el 26 de abril de 1315, justo al otro lado del canal de Irlanda, frente a las costas de Antrim. Al no tener herederos Roberto I, Edward Bruce fue proclamado heredero legítimo al trono de Escocia y a todos los títulos de su hermano en caso de fallecimiento de este.

### La invasión y la campaña de 1315
El 26 de mayo de 1315, Edward y su flota (estimada con optimismo en 6.000 hombres) desembarcaron en la costa irlandesa entre Olderfleet Castle, en Larne, y Glendrum. Su hermano había partido de Tarbert para someter las islas occidentales con su yerno Walter Stewart hasta que "en todas las islas, grandes y pequeñas, se impusiera su voluntad". Por su parte, Edward se había enfrentado a un ejército compuesto por vasallos del Conde del Úlster y sus aliados irlandeses; familias como los Mandeville, Savage, Logan y Bisset of the Glens, mandadas por Sir Thomas de Mandeville. Los escoceses, con Thomas Randolph, I conde de Moray al frente consiguieron derrotarles y capturar la localidad de Carrickfergus, aunque no su castillo.
A principios de junio, O'Neill y sus aliados se encontraron con Edward Bruce en Carrickfergus y le juraron fidelidad como Rey de Irlanda. Los anales irlandeses afirman que Bruce "tomó rehenes y el señorío de toda la provincia del Úlster sin oposición y le permitieron proclamarse Rey de Irlanda y todos los gaélicos de Irlanda aceptaron su señorío y le llamaron Rey de Irlanda". De hecho, el reconocimiento de Bruce no pasaría de ser nominal. De todas formas, durante los siguientes tres años gobernó directa o indirectamente sobre la zona este y central del Úlster.
A finales de junio, Edward partió de Carrickfergus siguiendo el curso del río Six Mile Water hacia el sur. Durante su marcha incendió Rathmore, propiedad de la familia Savage, cerca de Antrim. Cruzó entonces el Moiry Pass hacia entre Newry y Dundalk a través de un itinerario que había sido la conexión tradicional entre el Úlster y las provincias de Meath, Leinster y Munster, y que, por su angostura, había sido utilizado frecuentemente por todos los ejércitos para tender emboscadas. Aquí fue atacado por Mac Duilechain de Clanbrassil y Mac Artain de Iveagh, que fueron derrotados. Días después, Edward Bruce destruyó el castillo Roche, propiedad de la familia de Verdon y, el 29 de junio atacó Dundalk, propiedad igualmente de los de Verdon, masacrando a toda su población, tanto angloirlandeses como gaélicos.
En julio, dos ejércitos preparados contra Bruce se reunieron en Sliabh Breagh, al sur de Ardee. Uno de ellos procedía de Connacht y estaba mandado por Richard Óg de Burgh, II conde del Úlster y su aliado Felim mac Aedh Ua Conchobair, rey de Connacht. El segundo estaba formado por tropas reclutadas en Munster y Leinster por el Justicia de Irlanda, Sir Edmund Butler de Ormond. El ejército escocés irlandés acampaba en Inniskeen, 16 kilómetros al norte y entremedias se encontraba la población de Louth. De Burgh hizo marchar a su ejército al norte de Louth y preparó el campamento, mientras que su primo William Liath de Burgh intentaba tender una emboscada a las fuerzas de Edwards. Tras alguna escaramuza, Edward se negó a presentar batalla y se retiró al norte con sus aliados a través de Armagh. En su retirada, Bruce y O'Neill saquearon e incendiaron Coleraine, derribando el puente sobre el río Bann para evitar el paso de las tropas de De Burgh que les perseguían.
Los escoceses y sus aliados irlandeses se hallaban en posición ventajosa, ya que podían buscar apoyo en los nobles locales como O'Cathain y O'Floinn, vasallos de O'Neill. Por su parte, a de Burgh y Ormonde no les quedó otro remedio que retirarse a Antrim uno y a Ormond otro debido a la falta de suministros.
Mientras tanto, Bruce envió mensajeros a Felim de Connacht y a uno de rivales, Cathal Ua Conchobair, prometiendo su apoyo frente a su adversario si se retiraban de la guerra contra él. Cathal regresó a Connacht y se proclamó rey, no dejando a Felim otra opción que retirarse de la guerra contra Bruce para defender su trono. Pero lo peor estaba aún por venir: de Burgh se vio privado no sólo de dos, sino de tres aliados, ya que su pariente Walter mac Walter Cattach Burke desertó de sus filas a la cabeza de varios cientos de hombres para proteger sus posesiones en Connacht ante la inminente guerra entre Felim y Cathal. Así, cuando en agosto Edward Bruce y sus hombres cruzaron el río Bann en cuatro barcos proporcionados por el capitán de la armada escocesa, Thomas Dun, de Burgh se vio obligado a retirarse a las tierras de Connor, donde fue derrotado por el ejército escocés-irlandés a principios de septiembre. William Liath fue capturado y llevado como rehén a Escocia por Moray, que llegó allí el 15 de septiembre de 1315 en busca de refuerzos, con "sus barcos llenos de botín". De Burgh se retiró a Connacht, mientras que otros miembros de las fuerzas angloirlandesas buscaron refugio en el castillo de Carrickfergus.

### La batalla de Kells
Alarmados ante el cariz que iban tomando los acontecimientos, Eduardo II convocó el 1 de septiembre una reunión de los principales líderes angloirlandeses que se reunieron en el Parlamento de Dublín a finales de octubre, sin que se tomara ninguna decisión importante. El 13 de noviembre, Edward Bruce se dirigió al sur a través de Dundalk -donde, increíblemente, algunos le dieron su mano derecha", es decir, le presentaron batalla- estableció una guarnición en Nobber el 30 de noviembre y a avanzó sobre Kells, donde le esperaba Mortimer. Mortimer había conseguido reunir un gran ejército formado por anglo-irlandeses y gaélicos vasallos suyos, junto a tropas de otros magnates. Por su parte, Bruce había recibido el apoyo de Moray, que había regresado de Escocia con tropas de refresco (500 hombres) y suministros. La batalla de Kells, que se luchó el 6 o 7 de diciembre significó una derrota decisiva para Mortimer, que se vio obligado a replegarse a Dublín, mientras que su lugarteniente, Walter Cussack conseguía resistir en Trim. Inmediatamente partió hacia Inglaterra, urgiendo refuerzos al rey Eduardo II. Durante ese mismo tiempo, el Gobernado de Irlanda (y obispo de Ely), John Hothman decidió tomar medidas drásticas para la defensa de Dublín como arrasar los alrededores de la ciudad.
Tras saquear e incendiar Kells, Bruce procedió del mismo modo en Granard, Finnea y el monasterio cisterciense de Abbeylea y asaltó Angaile, señorío de los O'Hanely. Pasó las navidades en la mansión de Loughsewdy, de los de Verdon, consumiendo los suministros que allí había, y arrasó los alrededores de la mansión. Las únicas residencias que quedaron en pie pertenecían a lores irlandeses aliados suyos a una rama de la familia de Lacy que se unió a él para intentar conseguir tierras.

## Campañas de 1316-1317. Estancamiento

### Hambruna y enfermedad
Durante los dos años siguientes, la situación se mantuvo en un estado de equilibrio. En enero de 1316, los hombres de Bruce batieron a un ejército reclutado por el Justicia de Irlanda y dirigido por Maurice Fitz Thomas en la batalla de Skerries. Sin embargo, en agosto de ese mismo año, un ejército angloirlandés dirigido por Lord Rickard de Bermingham y Sir William Liath de Burgh aplastó a una coalición de aliados de Edward Bruce liderada por el rey de Connacht, Fedlim Ó Conchobair, que resultó muerto en batalla, en Athenry.
Sin embargo, poco a poco, la táctica de tierra quemada empleada por los dos bandos y las plagas comenzaron a hacer mella en las fuerzas de los contendientes. Por otra parte, la excesiva contundencia empleada por Bruce en sus acciones acabó por granjearle, cuando menos, la indiferencia de los irlandeses.
Los ingleses también se veían en problemas ya que resultaba difícil para Eduardo II el abastecerles, en tanto que Robert Bruce, que había regresado a Escocia, prometió enviar ayuda y refuerzos a su hermano.

### La carta de 1317 de los reyes irlandeses
En 1155, la bula papal, Laudabiliter, había concedido al rey de Inglaterra el señorío de Irlanda. Ante esta situación, y para lograr legalizar sus acciones, los jefes irlandeses aliados de Edward Bruce, encabezados por Donhmall O'Neill, enviaron una carta al papa Juan XXII en 1317, en la que solicitaban la revocación de Laudabiliter e informaban al papa de que habían elegido a Edward Bruce como su rey:
...le hemos elegido como nuestro rey y señor por unanimidad, ya que a nuestro juicio, y al juicio de los hombres es piadoso y prudente, humilde y casto, prudente en exceso, en todo moderado y tranquilo, y con poder (Dios sea alabado) para sacarnos de esta casa de esclavitud con la ayuda de Dios y nuestra justicia, y dispuesto a dar a cada uno lo que le corresponde por derecho, y sobre todo, está preparado para restaurar a la Iglesia de Irlanda las posesiones y libertades...
El papado nunca reconoció la reclamación de Edward Bruce ni aceptó la carta de los reyes de 1317, y su poder fue un poder "de facto" sobre partes de Irlanda, pero nunca llegó a ser un poder "de jure" sobre toda la isla.

## El final de la guerra. La Batalla de Faughart
Durante los dos años de impasse, una ola de frío azotó toda Europa, haciendo muy difícil el abastecimiento de las tropas. Los ejércitos de Bruce no dudaron en realizar campañas de saqueo a gran escala con el fin de abastecerse, lo que les creó nuevos enemigos e hizo que anteriores aliados se replantearan su situación.
A finales de verano de 1318, John de Bermingham al frente de un gran ejército que se cifra en 20.000 hombres inició la marcha contra Edward Bruce. Bruce le presentó batalla en Faughart, cerca de Dundalk. No está muy claro si Bruce había recibido aún o no los refuerzos procedentes de Escocia, pero parece ser que sus ansias por lograr la victoria le hicieron obrar de manera temeraria, y la coalición irlando-escocesa fue totalmente derrotada en la Batalla de Faughart el 14 de octubre, en la que el propio Bruce perdió la vida. Su cuerpo fue descuartizado y sus restos enviados a varias ciudades de Irlanda, mientras que su cabeza fue enviada a Eduardo II. Los Anales de Úlster reflejan el sentimiento hostil que las acciones de Bruce habían hecho nacer por igual entre los angloirlandeses e irlandeses de la isla:
"A Edward de Brus, el destructor de Irlanda, tanto de extranjeros como de gaélicos, le mataron los extranjeros de Irlanda de un golpe en la lucha en Dun-Delgan. Y Mac Ruaidhri, rey de Insi-Gall Hébridas [i.e. Ailean Mac Ruaidhri?] y Mac Domhnaill, rey de Argyll [i.e. Aonghas Óg of Islay?] murieron a su lado, junto con los hombres de Escocia a su alrededor. Y no ha habido desde los comienzos del mundo ningún hecho mejor para los hombres de Irlanda que este hecho. Porque durante tres años y medio la muerte y la desgracia estuvieron en Irlanda y la gente se acostumbró sin duda a devorarse unos a otros por toda Irlanda".

## Consecuencias históricas
Edward Bruce sembró el desorden en las zonas colonizadas de Irlanda, y a punto estuvo de conseguir someter todos los asentamientos. Pero, a pesar de ello, fracasó en su intento de crear un reino de Irlanda y expulsar a los colonizadores. Tras él, el resurgir gaélico no pudo encontrar otro líder nacional, por lo que se vio reducido a rebeliones y batallas esporádicas protagonizadas por jefes gaélicos locales hasta finales de la Edad Media. Así, mientras que la nobleza irlandesa nativa consiguió recuperar parte de los territorios ocupados por los normandos, en ningún momento se puso en peligro el dominio inglés en la isla o se pudo pensar en la formación de una Irlanda Gaélica unida.